# Schiehallion
Le Schiehallion (en gaélique écossais : Sìth Chailleann) est une montagne du Royaume-Uni située en Écosse, dans les Highlands. Il culmine à 1 083 m, ce qui en fait un munro.
Il a été le théâtre au XVIIIe siècle d'une expérience scientifique visant à mesurer la densité moyenne de la Terre.